# Lista de pastorais da Igreja Católica no Brasil
No Brasil, a Igreja Católica busca atingir públicos distintos, visando atender determinada situação em uma realidade um pouco mais específica dentro e muitas vezes fora da paróquia, atuando em diversos setores, através das Comissões e Pastorais (comumente conhecidas como pastorais sociais). Não devemos confundir pastorais sociais com grupos, movimentos, missões, equipes e/ou serviços da igreja católica, pois eles divergem entre si. As pastorais mais conhecidas da Igreja Católica no Brasil são:
- Pastoral Afro-Brasileira
- Pastoral Carcerária
- Pastoral da Catequese
- Pastoral da Comunicação - PASCOM
- Pastoral da Criança
- Pastoral da Cultura
- Pastoral da Educação
- Pastoral da Juventude
- Pastoral da Juventude do Meio Popular
- Pastoral da Juventude Estudantil
- Pastoral da Juventude Rural
- Pastoral da Liturgia
- Pastoral da Mobilidade Humana
- Pastoral da Mulher Marginalizada - PMM
- Pastoral da Música
- Pastoral da Pessoa Idosa
- Pastoral da Sacristia
- Pastoral da Saúde
- Pastoral da Sobriedade
- Pastoral da Terra
- Pastoral de DST/AIDS
- Pastoral do Batismo
- Pastoral do Catecumenato
- Pastoral do Dízimo
- Pastoral do Menor
- Pastoral do Povo da Rua
- Pastoral do Surdo
- Pastoral do Turismo
- Pastoral dos Apóstolos Eucarísticos da Divina Misericórdia – AEDM’s
- Pastoral dos Brasileiros no Exterior
- Pastoral dos Coroinhas (e acólitos)
- Pastoral dos Migrantes
- Pastoral dos Ministros Extraordinários da Sagrada Comunhão
- Pastoral dos Movimentos de Obras de Misericórdia – MOM
- Pastoral dos Nômades
- Pastoral dos Pescadores
- Pastoral dos Refugiados
- Pastoral dos Terços e Novenas em Família
- Pastoral Familiar
- Pastoral Operária
- Pastoral Rodoviária
- Pastoral Social
- Pastoral Universitária
- Pastoral Vocacional

A Igreja Católica realiza a sua ação pastoral através de três funções: Função profética, Função litúrgica e Função real.
Por fim, as pastorais tem o objetivo de agir por meio da igreja no conjunto de atividades pelas quais a mesma realiza a sua missão de continuar a ação de Jesus Cristo junto a diferentes grupos e realidades.